# Pycreus subtrigonus
Pycreus subtrigonus är en halvgräsart som beskrevs av Charles Baron Clarke. Pycreus subtrigonus ingår i släktet Pycreus och familjen halvgräs. Inga underarter finns listade i Catalogue of Life.